# レジー・ハンソン
レジー・ハンソン（Reggie Hanson、1968年10月8日 - ）は、アメリカ合衆国のプロバスケットボール選手、指導者。島根スサノオマジックヘッドコーチ。ポジションはスモールフォワード。

## 来歴
ノースカロライナ州のシャーロット出身で、ケンタッキー州・サマセットのプラスキカントリーハイスクールを卒業した後、ケンタッキー大学を1991年に卒業した。
1992年より日本バスケットボールリーグのいすゞ自動車とデンソーに所属した。
1998年3月、NBAのボストン・セルティックスと契約し、計8試合に出場した。
翌シーズンは再び来日し、2000年まで愛知機械レッドウルブズに所属した。
アメリカに戻った後は2007年まで母校ケンタッキー大学のアシスタントコーチを、2013年まで南フロリダ大学のアシスタントコーチを務めた。
2013-14シーズン途中の2014年1月14日、bjリーグ・島根スサノオマジックのヘッドコーチに就任。就任時のチームの順位は最下位で、シーズン最後までその順位から脱出することはできなかったが、守りを軸にしたスタイルを浸透させ終盤に白星を重ねたことが評価され、翌2014-15シーズンも続投が決定した。しかし2014-15シーズンは開幕から11連敗を喫し、12戦目で初勝利をあげたが試合後に解任された。